# Maxi Krug
Maxi Barbara Krug (* 10. Juni 1996 in Nordhausen) ist eine deutsche Fußballspielerin.

## Karriere

### Verein
Krug spielte bis Sommer 2009 bei der SG Leimbach. Im Sommer 2009 verließ sie Leimbach und wechselte an das Nachwuchszentrum des FF USV Jena. Dort rückte sie im Mai 2013, 16-jährig, in die von Christian Kucharz trainierte zweite Mannschaft auf und debütierte am 12. Mai 2013 in der 2. Bundesliga Nord gegen den 1. FC Lübars. Im Sommer 2013 rückte sie in die Bundesligamannschaft des FF USV Jena auf und spielte am 31. August 2013 in der ersten Runde des DFB-Pokals erstmals für diese, wobei sie zwei Tore zum 9:0-Sieg beisteuerte. Am 13. Oktober 2013 (5. Spieltag) gab sie ihr dreiminütiges Bundesliga-Debüt für den FF USV Jena beim 3:0-Sieg im Auswärtsspiel gegen den BV Cloppenburg. Im Sommer 2015 verließ sie den FF USV Jena. Ab 2016 war sie als Mittelfeldspielerin beim SC 13 Bad Neuenahr aktiv.
Krug wurde am 6. November 2011 für ein Trainingslager für die deutsche U-15-Nationalmannschaft nominiert.

### Keiser University
Seit 2017 studiert Krug Sportmedizin und Fitnesstechnologie an der Keiser University in Fort Lauderdale. Für die zur Universität gehörigen Keiser Seahawks tritt sie in den Hochschulmeisterschaften der NAIA und ihrer Teilorganisation Sun Conference an.
Für die Saison 2018 wurde sie mit einem Platz im ersten Allstars-Team der Sun Conference und einer ehrenhaften Erwähnung im Allstars-Team der NAIA ausgezeichnet.

## Sonstiges
Sie besuchte das GuthsMuths Sportgymnasium in Jena, eine Eliteschule des Fußballs.